# George van Driem
George van Driem (ur. 1957) – holenderski językoznawca specjalizujący się w językach himalajskich.
Od lat 80. XX w. prowadził badania terenowe w Nepalu, Bhutanie i Indiach. Autor szeregu opracowań gramatycznych i pobieżnych opisów gramatyki; koordynator dokumentacji języków zagrożonych w zespole badawczym Himalayan Languages Project.
Absolwent Uniwersytetu w Lejdzie (bakalaureat i magisterium – filologia słowiańska, bakalaureat – filologia angielska, magisterium – językoznawstwo ogólne). Doktoryzował się na podstawie rozprawy poświęconej językowi limbu.

## Wybrana twórczość
- George van Driem: A Grammar of Limbu. Mouton De Gruyter, 1987, seria: Mouton Grammar Library 4. DOI: 10.1515/9783110846812. ISBN 3-11-011282-5. Brak numerów stron w książce
- George van Driem. Sino-Bodic. „Bulletin of the School of Oriental and African Studies”. 60 (3), s. 455–488, 1997. DOI: 10.1017/S0041977X0003250X.
- George van Driem: Languages of the Himalayas: An Ethnolinguistic Handbook of the Greater Himalayan Region. Brill, 2001. ISBN 90-04-12062-9. Brak numerów stron w książce
- George van Driem: The Language Organism: The Leiden theory of language evolution. W: Jiří Mírovský, Anna Kotěšovcová, Eva Hajičová (red.): Proceedings of the XVIIth International Congress of Linguists, Prague, July 24–29, 2003. Prague: Vydavatelství Matematicko-fyzikální fakulty Univerzity Karlovy, 2003. Brak numerów stron w książce
- George van Driem: Tibeto-Burman Phylogeny and Prehistory: Languages, Material Culture and Genes. W: Peter Bellwood, Colin Renfrew (red.): Examining the farming/language dispersal hypothesis. McDonald Institute for Archaeological Research, University of Cambridge, 2002, s. 233–249. ISBN 1-902937-20-1.
- George van Driem: Language as organism: A brief introduction to the Leiden theory of language evolution. W: Lin Ying-chin, Hsu Fang-min, Lee Chun-chih, Sun Jackson T.-S. (red.): Studies on Sino-Tibetan Languages: Papers in Honor of Professor Hwang-cherng Gong on his Seventieth Birthday. Taipei: Institute of Linguistics, Academia Sinica, 2004, s. 1–9, seria: Language and Linguistics Monograph seria W-4.
- George van Driem. Austroasiatic phylogeny and the Austroasiatic homeland in light of recent population genetic studies. „Mon–Khmer Studies: A Journal of Southeast Asian Languages and Cultures”. 37, s. 1–14, 2007.
- George van Driem. The diversity of the Tibeto-Burman language family and the linguistic ancestry of Chinese. „Bulletin of Chinese Linguistics”. 1 (2), s. 211–270, 2007. DOI: 10.1163/2405478X-90000023.
- George van Driem: A Holistic Approach to the Fine Art of Grammar Writing: The Dallas Manifesto. 2007. Brak numerów stron w książce